# Kürti Imre
Kürti Imre (1931 – Budapest, 2015. február) magyar nemzeti labdarúgó-játékvezető. Polgári foglalkozása hivatásos katona, ezredes.

## Pályafutása
1964-ben Budapesti Labdarúgó-szövetség (BLSZ) I. osztályú minősítéssel rendelkezett. Az országban egyedülálló módon 1972–1997 között elnökként vezette a Budapesti Labdarúgó-szövetség (BLSZ) Játékvezető Bizottságát (JB). Megyei vizsgabizottság elnöke, megyei és NB III-as játékvezető ellenőr.  Ember központú gondolkodása lehetővé tette, hogy szakmai irányítása mellett játékvezetői korosztályok képviselhették a fővárost a nemzeti bajnokságok, a nemzetközi mérkőzések játékvezetői között. Szakmai felkészültsége, pedagógiai készsége és empátiája a mai napig példa rengeteg futballvezető és bíró számára. Számos egykori játékvezető (például: Bede Ferenc, Hornyák Lajos, Juhos Attila, Kiss Béla, Szabó Zsolt, Tóth Vencel, és még sokan mások) tanítómesterének tekintette. 2007-ben a BLSZ elnöksége egyhangúlag elfogadta, hogy Kürti Imre a BLSZ tiszteletbeli elnökségi tagja, illetve tiszteletbeli JB elnök legyen.